# Kohlberg Kravis Roberts & Co.
Kohlberg Kravis Roberts & Co. (vaak afgekort tot KKR) is een Amerikaanse investeringsmaatschappij, gevestigd in New York, bekend om zijn grote leveraged buyouts (LBO). KKR werd opgericht in 1976 door Jerome Kohlberg, Jr., samen met de neven Henry Kravis en George R. Roberts, met wie Kohlberg daarvoor had gewerkt bij Bear Stearns.

## Nederlandse belangen
KKR verkreeg bij de overname van voedsel- en tabaksconcern RJR Nabisco in 1988 ook de chipsfabriek Smiths in handen maar deze werd meteen doorverkocht aan het Franse BSN. 
In 2004 betrok KKR de Nederlandse markt door de overname van VendexKBB, samen met onder andere het Nederlandse Alpinvest. Vendex/KBB was eigenaar van onder andere HEMA, Bijenkorf en de V&D en de bouwmarkten Praxis en Brico. VendexKBB verdween van de beurs, de naam werd veranderd in Maxeda en de verschillende ketens werden los verkocht totdat alleen de bouwmarkten overbleven. In 2015 werd ook Maxeda zelf verkocht.
In 2017 nam KKR Q-Park over. In 2018 nam KKR een divisie van Unilever over, met onder andere de merken Becel, Blue Band en Zeeuws Meisje. Deze divisie ging toen verder als het bedrijf Upfield. 
De belangen in bedrijfssoftwareleverancier Exact Software werden in 2019 door KKR overgenomen van Apex Partners.
In 2020 nam KKR Roompot over van PAI Partners. Roompot nam in 2023 ook Landal Greenparcs over.
In 2021 richtte KKR samen met Digital Transformation Capital Partners ODF op, een bedrijf dat zich richt op het leggen van glasvezel.
In 2022 volgde de overname van Accell Group. In februari 2022 heeft het een ook meerderheidsbelang genomen in Refresco. De twee bestaande aandeelhouders hebben een deel van hun bezit verkocht. De omvang van het aandelenbelang en de overnamesom zijn niet bekend gemaakt.
In 2023 kocht KKR de Amerikaanse uitgeverij Simon & Schuster, die op zijn beurt in 2024 de Nederlandse uitgeverij VBK overnam, eigenaar van meerdere uitgeverijen.
In oktober 2024 kocht KKR samen met CVC Capital Partners voor 1,3 miljard euro de Brits-Luxemburgse festivalorganisator Superstruct op die onder andere de festivals Milkshake, Awakenings, DGTL en Zwarte Cross in handen had via hun eerdere aankoop van ID-T en Apenkooi.
De overname van Superstruct leidde ertoe dat enkele artiesten afzagen van een optreden bij Zwarte Cross 2025 uit protest tegen de investeringen KKR in Israël, dat op dat moment een oorlog voerde in Gaza. Daarna volgde ook onrust onder de schrijvers die onder het VBK concern vielen.

## Beginjaren
Kohlberg was het meest senior van de drie naamgevers en had in 1965 zijn eerste LBO gedaan: van een producent van tandartsartikelen, Stern Metals. Dit was een succesvolle investering en meer volgden. Hij had een voorkeur voor bedrijven met stabiele inkomsten. Kohlberg deed alleen vriendelijke overnamen met medewerking van het zittende bestuur, dat na de overname ook een financieel belang in het bedrijf kreeg. Na de overname werd fors in de kosten gesneden en de ongewenste onderdelen werden verkocht om de schulden af te betalen. Na deze maatregelen werd het bedrijf verkocht of naar de beurs gebracht en werd winst genomen. Kohlberg werkte samen met Roberts bij Bear Stearns in New York, maar Roberts wilde verhuizen naar San Francisco. Na zijn verhuizing bleef hij voor Kohlberg werken en zijn neef Kravis volgde hem op in New York.
In 1976 kwam er een breuk met Bear Stearns. Na een verlieslatende investering in Advo wilde topbestuurder Lewis van Bear Stearns de LBO-activiteiten staken. Kohlberg stelde nog voor de drie partners samen te laten werken, als een apart onderdeel binnen het bedrijf, maar Lewis blokkeerde dit plan. De drie besloten op te stappen en na een moeizaam vertrek uit Bear Sterns openden zij een klein kantoor in New York. Kohlberg kreeg een belang van 40% in het bedrijf en de twee neven namen elk 30%. Kohlberg Kravis Roberts & Co (KKR) deed in 1977 drie transacties, in 1978 geen en in 1979 volgden weer drie LBO's. In dit laatste jaar werd het eerste beursgenoteerde bedrijf overgenomen, Houdaille Industries. De bedrijven werden gaandeweg groter en er was meer geld bij betrokken. In 1987 trok Kohlberg zich terug. Hij had gezondheidsproblemen en wilde alleen kleinere bedrijven overnemen na een vriendelijk bod in samenwerking met het bestuur. Na het vertrek gingen Roberts en Kravis samen verder, al bleef de naam behouden.